# Georg Wieter
Georg Wieter (* 10. März 1896 in Hannover; † 20. März 1988 in München) war ein deutscher Opern- und Konzertsänger (Bass).

## Leben
Georg Wieter absolvierte sein Gesangsstudium in Hannover. 1922 begann er seine Bühnenkarriere am Gothaer Stadttheater, von 1924 bis 1935 war er am Staatstheater Nürnberg engagiert, wo er 1930 an der Uraufführung der Oper Der Tag im Licht von Hans Grimm mitwirkte. 1935 wurde er als festes Ensemblemitglied an die Bayerische Staatsoper verpflichtet, der er bis zu seinem Bühnenabschied 1967 angehörte.
Wieter, der als Erster Spielbass und Bass-Buffo Erfolge feierte, sang in München unter anderem in den Uraufführungen der Opern der Der Friedenstag (1938), Capriccio (1942) von Richard Strauss sowie Der Mond (1939) von Carl Orff. Georg Wieter war auch ein gefragter Konzertsänger.

## Filmografie
- 1956: Fidelio

## Auszeichnungen
- 1964: Bayerischer Verdienstorden